# Inam Maniyachi
Inam Maniyachi es una ciudad censal situada en el distrito de Thoothukudi en el estado de Tamil Nadu (India). Su población es de 18258 habitantes (2011). Se encuentra a 66 km de Thoothukudi y a 57 km de Tirunelveli.

## Demografía
Según el censo de 2011 la población de Inam Maniyachi era de 18258 habitantes, de los cuales 8822 eran hombres y 9436 eran mujeres. Inam Maniyachi tiene una tasa media de alfabetización del 88,30%, superior a la media estatal del 80,09%: la alfabetización masculina es del 92.95%, y la alfabetización femenina del 84%.